# Рашо Рашев
Рашо Станев Рашев е български археолог, специалист по прабългарска археология.

## Биография
През 1969 г. завършва специалност История във Великотърновския университет „Св. св. Кирил и Методий“. Работи в археологическия музей на БАН във Велики Преслав, като уредник в средновековния отдел на Историческия музей в Силистра, през 1975 г. е назначен с конкурс за научен сътрудник в новосъздадения филиал на АИМ при БАН в Шумен, а в периода 1992 – 1993 г. е и негов ръководител.
През 1977 г. защитава докторска дисертация по въпросите на ранносредновековната българска фортификация, а от 1984 г. е старши научен сътрудник II степен. През 2001 г. става доктор на историческите науки, през 2002 г. е старши научен сътрудник I степен. От 2007 г. е директор на Археологическия институт с музей при БАН.

### Научна дейност
Рашо Рашев е участник в много международни форуми. Негови са идеята и реализацията на един от най-мащабните и значими проекти в българската средновековна археология – „Материали за картата на средновековната българска държава (територията на днешна Североизточна България)“.
Редактор е на сборниците „Плиска-Преслав“ и „Проблеми на прабългарската история и култура“ и заместник отговорен редактор на поредицата „Разкопки и проучвания“. Член на научния съвет на АИМ към БАН, на Специализирания научен съвет по стара и средновековна история, археология и етнография към ВАК.
Проф. Рашев е преподавател в Шуменския университет, Великотърновския университет и Варненския свободен университет и автор на 5 книги и над 150 студии и статии.
Рашо Рашев се посвещава на най-мащабните археологически проучвания на столицата Плиска и нейната околност, като от 1976 г. ръководи проучванията в Плиска – Дворцов комплекс, от 1974 г. Плиска – Вътрешен и Външен град с непосредствена околност. Проучва и редица землени укрепления, крепости и некрополи от периода на Първото българско царство в Североизточна България около Силистра, Разград, Варна и Шумен. Подкрепя и проекти за проучване на историята на българите зад граница.

### Смърт
Загива трагично в пожара във влака София – Кардам на 28 февруари 2008 година.

## Памет
На професор Рашо Рашев е наречена улица в квартал „Студентски град“ в София (Карта).
През 2012 г. в негова памет и поради заслугите му за развитието на българската археология, музеят в Националния историко-археологически резерват Плиска е наречен на неговото име.